# Christian Gottlob Grossmann
Christian Gottlob Leberecht Grossmann, född 9 november 1783, död 29 juni 1857, var en tysk teolog.
Grossman var superintendent och teologie professor i Leipzig 1829, han var en av initiativtagarna till den tyska Gustaf Adolfsföreningen.